# グエン・ヴァン・リン
グエン・ヴァン・リン（阮 文霊、ベトナム語：Nguyễn Văn Linh / 阮文靈、1915年7月1日 - 1998年4月27日）は、ベトナムの政治家。ベトナム戦争時のベトコン政治指導者で、ベトナム共産党書記長（在任：1986年 - 1991年）。在任中、ベトナム経済の市場経済化を目指した経済計画「ドイモイ」の強力な支持者であった。そのため、しばしば、ペレストロイカを始めたソ連指導者になぞらえ、「ベトナムのゴルバチョフ」 と称えられた一方で政治的には民主化に反対する保守派であった。

## 生涯
1915年7月1日、ハノイ近郊のフンイエンに生まれた。もっともこの情報は未確認であり、ブルジョワ家庭の出身であったらしい。本名はグエン・ヴァン・コック (ベトナム語: Nguyễn Văn Cúc) で、後に戦時名として「グエン・ヴァン・リン」を採用することになる。14歳のとき、リンはフランスの植民地支配に抵抗する地下共産運動に関わるようになり、ベトナム革命青年同志会に参加した。1930年、16歳のとき、フランス人向けのビラを配布したことで逮捕され、1936年まで投獄された。釈放後はインドシナ共産党に参加した。
ベトナム南部において党組織の設立を支援するためサイゴンに派遣されたが、1941年から1945年まで再び拘留された。1945年、ベトナムはフランスの支配からの独立を宣言し、第一次インドシナ戦争が勃発する。南部中央局幹部として、リンは南ベトナムにおける抗仏戦を指導した。ジュネーヴ会議後の1954年の改組で、南部委員会常任委員会委員・サイゴン＝チョロン地区委員会書記に就任。1957年5月、北に呼び戻されたレ・ズアンを継いで、南部委員会書記に就任。1960年9月、ベトナム労働党第3回党大会において非公然党中央委員として秘密裏に選出。1961年、党南部中央局の再建とともに同書記に就任。1964年10月、党政治局員のグエン・チー・タイン大将が南部の責任者として派遣されると、中央局書記を交代し、リンが副書記に就任した。ベトナム戦争では南ベトナムに対する共産主義のゲリラ組織を指揮して戦った。しかしその任務は、軍事上のものよりも組織上のものがほとんどであった。リンはまたプロパガンダを専門に扱い、ベトナムの利益となるようアメリカの政治に影響を及ぼす研究・企画を行っていた。彼はサイゴンの政府機関に潜入する特殊部隊を訓練した。1968年、リンはアメリカに対するテト攻勢を指揮し、この全土にわたる奇襲の成功は、ベトナム戦争の転換点となった。
1975年のベトナム戦争の終結およびベトナム再統一の後、ホーチミン市党委員会書記に就任。1976年12月のベトナム共産党第4回党大会において党政治局員に選出され、党内序列第12位となる。リンは、かつて資本主義体制であったベトナム南部について、緩やかに転換することを望み、党の同僚たちと対立した。1970年代末、彼は将来有望な党政治家と見られていたにもかかわらず、ホー・チ・ミンの後を継いだレ・ズアン書記長との論争を繰り返したことが彼の出世を妨げた。1982年3月の第5回党大会において、リンは政治局員と書記局員から外され、平の中央委員に降格された。リンの友人によれば、彼は南ベトナムの将来に関する論争で私企業を擁護し、その後に辞任したという。しかし、党内序列は第11位に昇格した。
1980年代中頃のベトナム経済は危機に瀕し、自由かつ市場ベースの経済が作られ、分別ある選択肢が多くの政治家に与えられた。このことは、1985年6月の第5期党中央委員会第8回総会において、リンが政治局に復帰することに繋がった。更に翌86年12月の第6回党大会において、チュオン・チンの後任の党書記長に選出された。早速、彼はベトナム経済の改革に着手した。諸問題の原因となったイデオロギーに基づく決定を止めるよう求め、私企業及び市場価格を容認し、集団農場を解体した。この政治上の変革は、ベトナム語で「刷新」を意味する「ドイモイ」と名付けられた。政治分野おいて、リンはアメリカ及び中華人民共和国との関係改善を図った。
1987年5月末から党中央機関紙『ニャンザン』に、"NVL" の署名で「直ちになすべきこと」と題したコラムを書き、ベトナムの政治エリートにおける不正と無能を攻撃した。
1989年には、ポル・ポト政権を排除するためカンボジアに派遣されていたベトナム軍に対し、撤退を命じた。これは民主カンプチアの亡命政府を支援してきた中国やASEAN諸国との関係改善の糸口となった。1990年9月3日、書記長のリンはドー・ムオイ首相、ファム・ヴァン・ドン元首相と共に、秘密裏に中国の四川省成都市を訪問し、江沢民総書記と会談した。この訪問は、1979年の中越戦争以来初めてのベトナム指導者の訪中であった。会談においては、「カンボジア問題」に関する中国側提案を拒否したが中越戦争時の捕虜交換や国境地帯の非武装化など、国交正常化への基本的条件の整備について大枠で合意した。
しかし、国内政治に関する限り、リンは変革の必要がほとんどないと考えていた。「多元的・多党的政府の政治機構の創設は、客観的に必要ではない」と語り、その一方で西洋型デモクラシー体制を「デマゴーグ・ブルジョワ民主制」といつも呼んでいた。1988年10月、ベトナム社会党とベトナム民主党を解散し、多党制の芽を摘み取る予防的措置を取った。
リンは古い共産主義政策を批評し、それらは不正を行う指導者たちの責任であるとした。このため彼の政策は、共産党内のより保守的な勢力からは常に批判の的となっていた。1991年6月、第7回党大会においてリンは書記長を退いたが、その1年も前から辞任は告知されていた。1989年に発作の疑いで入院しており、体調不良がその理由とされたが、政治上の敵対者たちがその辞任決定に関与したと思われる。書記長職は、リンの改革の支持者であったドー・ムオイが引き継いだ。
1991年6月、党中央委員会顧問に就任し、1997年12月まで務めた。
1996年の党大会における驚くべき演説、そして各国新聞社に対する一連の書簡に始まり、リンは自身の政策の成果を遂には放棄し、祖国を搾取し、社会主義を傷つける外国の投資家を批難した。貧富の差の拡大を責め、投資と科学技術で支援するよりも、ベトナムに商品を投げ売りするアメリカ企業を批難した。1998年4月27日、ホーチミン市において肝臓癌のため死去した。